# Jack Black

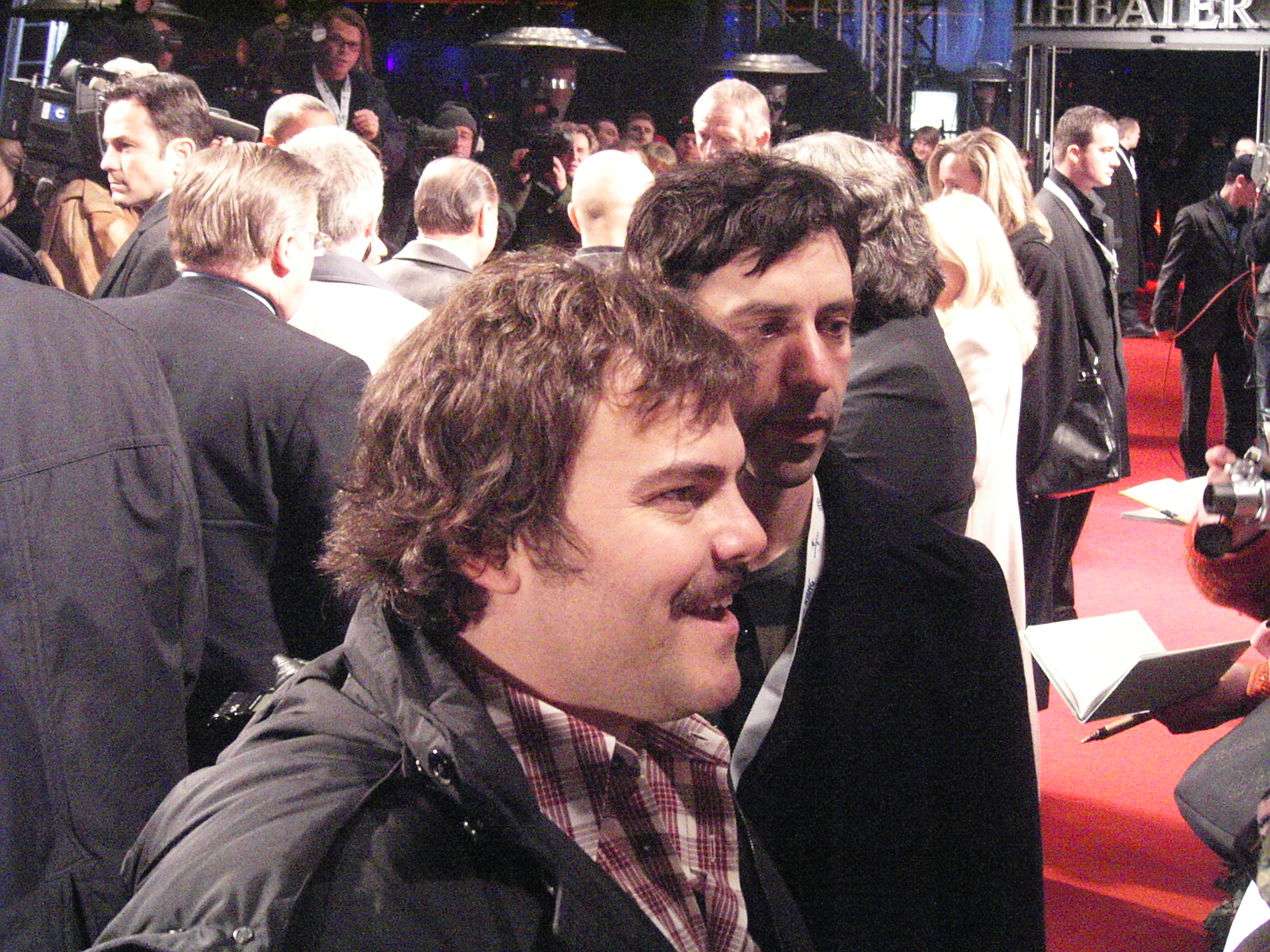
Jack Black op de première van King Kong in Berlijn 2005

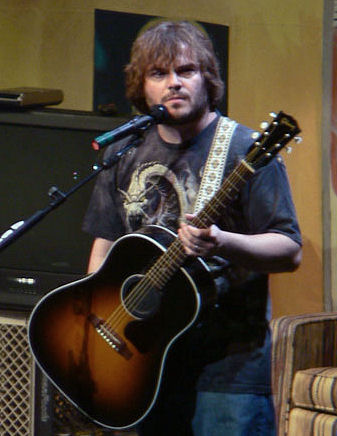
Jack Black in 2006

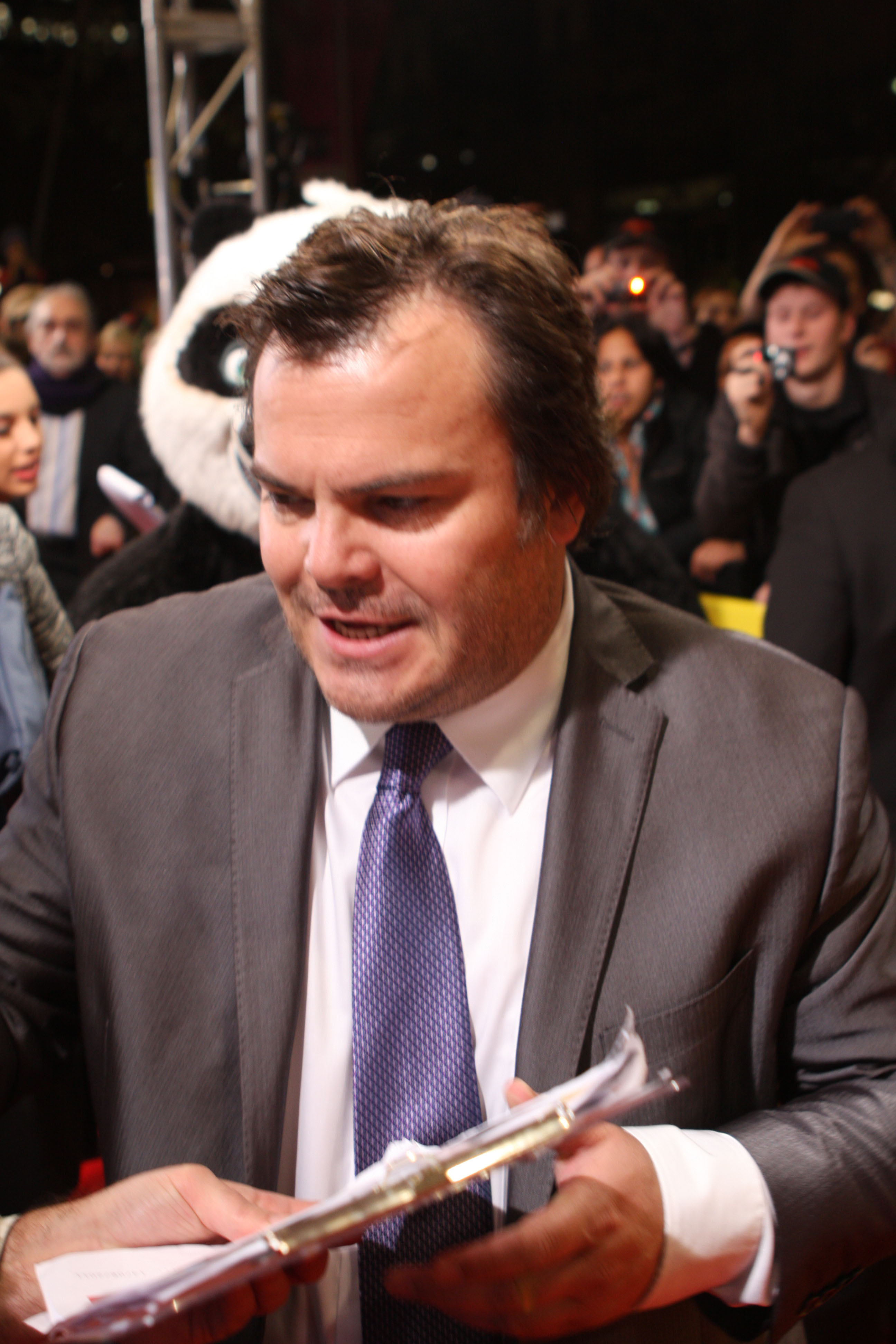
Jack Black op de première van Kung Fu Panda 2 in Sydney 2011

Thomas Jacob (Jack) Black (Santa Monica, Californië, 28 augustus 1969) is een Amerikaans acteur en muzikant, met name in de comedy-rockband Tenacious D. Hij werd voor zijn rol in The School of Rock genomineerd voor een Golden Globe en een Golden Satellite Award. In 2018 kreeg hij een ster op de Hollywood Walk of Fame. Jack Black is lid van de Frat Pack.

## Biografie

### Jonge jaren
Jack Black werd geboren als zoon van twee satellietmonteurs: Thomas William Black en Judith Love Cohen. Zijn ouders scheidden toen hij tien jaar oud was, waarna Black met zijn vader naar Culver City verhuisde.

### Acteercarrière
Op universiteit was Black een lid van Tim Robbins' Actor's gang. Hierdoor kreeg hij een rol in de speelfilm Bob Roberts uit 1992. Het was weliswaar alleen een stemrol, maar het betekende wel het begin van zijn acteercarrière. Hij trad in zijn beginjaren op in shows als The Golden Palace en Northern Exposure, en had kleine rollen in films als Airborne, Demolition Man, Waterworld, The Fan, The NeverEnding Story III en The Cable Guy. Zijn rol in High Fidelity betekende voor hem een doorbraak als acteur. Het meeste succes met films had hij met de populaire filmreeks Kung Fu Panda, waarin hij de stem insprak van de panda Po.

### Tenacious D
Black is leadzanger van de rock/komedie-band Tenacious D. De formatie, bestaande uit Black en zijn vriend Kyle Gass, heeft drie albums opgenomen. Ook is er een film van hun band gemaakt: Tenacious D in the Pick of Destiny. Black en Gass treden ook vaak samen op in kleine zalen, maar ze hebben een groot aantal fans. In de film Tenacious D in the Pick of Destiny speelt ook een goede vriend van hem mee: Ben Stiller. Ook aan het eind de clip van Tribute komt Stiller voorbij.

## Parodieën
Jack Black heeft ook een paar parodieën gemaakt, te weten op de films Spider-Man en The Lord of the Rings. De naam Spider-Man liet hij ongemoeid, maar van de Lord of the Rings maakte hij de Lord of the Piercing.

### Spellen
Black heeft sinds 2009 een eigen computerspel getiteld Brütal Legend. Hierin speelt Black het personage Eddie Riggs. Black gaf in verscheidene interviews aan blij te zijn dat hij aan dit spel heeft meegewerkt, omdat het tijd werd dat er eens een metal/adventure-game uitkwam.

## Filmografie
- A Minecraft Movie (2025), als Steve
- Borderlands (2024), als Claptrap (stem)
- Kung Fu Panda 4 (2024), als Po (stem)
- The Super Mario Bros. Movie (2023), als Bowser (stem)
- The Mandalorian (2023), als Captain Bombardier, televisieserie
- Jumanji: The Next Level (2019), als Professor Sheldon Oberon
- Goosebumps 2: Haunted Halloween (2018), als R.L. Stine
- The House with a Clock in Its Walls (2018), als Jonathan Barnavelt
- Don't Worry, He Won't Get Far on Foot (2018), als Dexter
- Jumanji: Welcome to the Jungle (2017), als Professor Sheldon Oberon / Bethany
- The Polka King (2017), als Jan Lewan
- Kung Fu Panda 3 (2016), als Po (stem)
- Goosebumps (2015), als R.L. Stine & Slappy (stem)
- The D Train (2015), als Dan Landsman
- Sex Tape (2014), als de eigenaar van YouPorn
- Bernie (2011), Bernie Tiede
- The Muppets (2011), als zichzelf
- The Big Year (2011), als Brad Harris
- Kung Fu Panda 2 (2011), als Po (stem)
- Gulliver's Travels (2010), als Lemuel Gulliver
- Year One (2009), als Zed
- Tropic Thunder (2008), als Jeff "Fats" Portnoy
- Kung Fu Panda (2008), als Po (stem)
- Be Kind Rewind (2008), als Jerry Gerber
- Walk Hard: The Dewey Cox Story (2007), als Paul McCartney (cameo)
- Margot at the Wedding (2007), als Malcolm
- The Simpsons (2007), als Milo (stem), televisieserie
- Tenacious D in the Pick of Destiny (2006), als JB
- The Holiday (2006), als Miles
- Nacho Libre (2006), als Ignacio / Nacho
- King Kong (2005), als Carl Denham
- Shark Tale (2004), als Lenny (stem)
- Anchorman: The Legend of Ron Burgundy (2004), als Motorrijder
- Envy (2004), als Nick Vanderpark
- School of Rock (2003), als Dewey Finn
- Computerman (2003), televisieserie (ook bekend als Computerman Factor 2000 en The Animated Adventures of Computerman)
- Melvin Goes to Dinner (2003), als verstandelijk gehandicapte
- Will & Grace (2003), televisieserie
- Jack Black: Spider-Man (2002), televisieserie
- Lord of the Piercing (2002)
- Ice Age (2002), als Zeke (stem)
- Orange County (2002), als Lance Brumder
- Run Ronnie Run (2002), als lood schoorsteenveger
- Evil Woman, ook bekend als Saving Silverman (2001), als Jd McNugent
- Shallow Hal (2001), als Hal Larson
- Frank's Book (2001)
- High Fidelity (2000), als Barry
- Jesus' Son (1999), als Georgie
- The Love Letter (1999), zonder rolvermelding
- Cradle Will Rock (1999), als Sid
- Tenacious D (1999), televisieserie
- Heat Vision and Jack (1999), televisieserie
- Enemy of the State (1998), als Fiedler
- I Still Know What You Did Last Summer (1998), zonder rolvermelding
- Johnny Skidmarks (1998), als Jerry
- The Jackal (1997), als Ian Lamont
- Bongwater (1997), als Devlin
- Mars Attacks! (1996), als Billy Glenn Norris
- The Fan (1996) als uitzending-technicus
- The Cable Guy (1996), als Rick Legatos
- Bio-Dome (1996), als zichzelf met de band Tenacious D
- Crossworlds (1996), als Steev
- Mr. Show with Bob and David (1995), televisieserie
- Dead Man Walking (1995), als Craig Poncelet
- The X-Files (1995), televisieserie
- Waterworld (1995), als piloot
- Bye Bye, Love (1995), als DJ op het feestje
- The NeverEnding Story III (1994), als Slip
- The Innocent (1994), televisieserie
- Blind Justice (1994)
- Demolition Man (1993)
- Airborne (1993), als Augie
- True Romance (1993), in de verwijderde scènes
- Marked for Murder (1993), televisieserie
- Bob Roberts (1992), als Roger Davis
- Our Shining Moment (1991), televisieserie